# 아기장수 우투리
《아기장수 우투리》는 한국의 설화이다.

## 역사
이 설화는 구비 문학으로 정확한 창작년도는 알 수 없다. 한반도 전역에 전해져 내려오고 있으며, 지역에 따라 조금씩 내용이 다르다. '우투리'의 어원은 '우두머리', '웃통만 있는 아이' 등 다양한 설이 존재하며, 비슷한 설화로 몽골어로 하늘을 뜻하는 댕그리(täŋri)에서 나온 말인 '둥구리설화'가 존재한다.

## 줄거리
국문학자 최래옥은 각지에 퍼져 있는 아기장수 설화의 내용과 구조를 유형화하여 정리하였다.
1. 옛날 어느 곳에 한 평민이 살았는데 산의 정기를 받아서 겨드랑이에 날개(비늘)가 있고 태어나자 이내 날아다니고 힘도 센 아들을 낳았다(아기장수의 출생).
2. 그런데 부모는 이 아기장수가 크면 장차 역적이 되어서 집안을 망칠 것이라고 해서 아기장수를 돌로 눌러 죽인다(아기장수의 1차 죽음).
3. 아기장수가 죽을 때 유언으로 콩 다섯 섬과 팥 다섯 섬을 같이 묻어 달라고 하였다(아기장수의 재기)
4. 얼마후 관군이 와서 아기장수를 내놓으라고 하여 이미 부모가 죽었다고 하니 무덤을 가르쳐 달라고 하는 것을 그 어머니가 실토하여 가 보았더니 콩은 말이 되고 팥은 군사가 되어 아기장수가 막 일어나려고 하고 있었다. 그러나 그만 관군에게 들켜서 성공 직전에 죽임을 당하였다(아기장수의 2차 죽음).
5. 아기장수가 죽은 뒤 아기장수를 태울 용마가 근처의 용소에서 나와서 주인을 찾아 울며 헤매다 용소에 빠져 죽었다(아기장수의 죽음이 확실한 것이 되었다는 증시)[2]

여기서 아기장수가 태어난 이후의 줄거리 전개는 다양한 갈래로 나뉘는데, 우투리가 장차 역적이 될까 두려워 돌 등으로 눌러죽이는 설화, 부모가 우투리를 영웅으로 보고 깊은 산속으로 숨기는 설화, 죽었던 우투리가 산짐승 덕택에 다시 살아난다는 설화 등으로 변이되기도 한다.
공통적으로 우투리는 죽음과 부활을 경험하며, 뜻을 펴지 못하고 죽음을 맞이한다는 결말로 이어진다.

## 아기장수 우투리와 아지발도
이 아기장수 설화가 실제 역사 속에 등장하는 왜구 장수 아지발도와 연관이 있지 않은가 하는 설명이 존재해 왔다. 정영현은 지리산 인근에서 전승되는 우투리 설화 속에서 이성계와 대립하는 역할인 아기장수는 곧 황산대첩에서 이성계에 의해 죽임을 당한 아지발도라는 젊은 적장과 관련지어 생각하게 되는 것은 자연스러운 일이며, 실존 인물인 아지발도(라 고려인들이 불렀던 왜구 장수)가 남원 지역의 우투리(둥구리) 설화 형성에 영향을 주었다는 직접적인 증거는 없지만 ①아지발도에게 '아기장수'라는 의미의 이름이 붙고 ②설화 속에서 둥구리가 이성계에게 죽게 되는 사건은 시간적, 공간적으로 동일한 지역에서 일어났다는 점으로 미루어 서로 어떤 연관성을 가지고 일어났음을 상정해 볼 수 있다고 주장하였다.
실제로 남아 있는 사료들을 보아도 약탈, 납치, 파괴로 일관되어 고려의 관민들에게 많은 피해를 입혔던 왜구에 대해 당시 고려인들이 지배층, 피지배층을 막론하고 지극히 부정적인 시각을 가지고 있었을 것은 쉽게 추측하기 쉽다. 또한 이들 관련 사료들은 적장이자 침략자, 가해자인 아지발도라는 왜구 장수에 대해서 무장으로서의 뛰어난 모습에 대한 인정도 보여 주고 있는데, 지배층에게 있어서는 기본적으로 아지발도를 칭찬함으로써 그런 아지발도를 쓰러뜨린 국조 이성계의 위대함을 더욱 강조하려는 의도가 있었다.
피지배층인 민중의 입장에서 아지발도라는 왜구 장수가 젊고 용모와 무용이 뛰어났다고 한들 민중 영웅으로 일컬어지는 아기장수의 이미지를 자국을 침략하러 와서 약탈을 일삼는 '이방인'인 외적에게 투영하는 것이 가능한가의 문제에 대해, 정영현은 '침략자' 아지발도에게 '민중영웅' 아기장수를 투영시킨다는 발상에 대해 기록에 등장하는 이른바 가왜(假倭) 혹은 부왜인(附倭人)과 같은 일탈이나 아노미적인 상황으로는 해석할 수 없고, 고려 백성들이 아지발도 자체를 긍정적인 인물로 보았다거나 왜구 전체에 대해 어떤 기대감을 품었다는 식으로 일반화하여 생각할 수는 없다고 지적하였다.  설화 속에 등장하는 '아기장수'라는 인물이 비록 민중의 염원이 투영된 '민중영웅'이기는 하지만 아기장수의 설화 속에서의 역할은 지배층과의 대립를 통해 체제 전복을 도모하는 정도가 전부이고 체제 전복 이후의 새로운 사회에 대해 어떠한 긍정적인 포부를 내놓는 사례를 찾아 볼 수 없는 등 특별히 선인으로 그려지지는 않으며 선악을 딱 잘라 단정할 수 있는 어떠한 요소도 가지고 있지 않다는 점을 지적하고, 조선의 유교 사회에서 아기장수 설화 속 아기장수는 질서를 파괴하는 안티 히어로적인 영웅이었다고 보는 것이 적절할 것이며 약탈과 살육을 일삼은 악인 아지발도를 보고 기존 지배 체제를 뒤엎으려다 실패한 아기장수에게 그 이미지를 투영시키는 것에 대하여 윤리적 차원에서의 제동은 없었을 것이며, 중세 고려 지방 사회에서 피아 구별이란 현대의 '민족' 개념과는 달랐고 고려 말기 권문세족의 토지겸병과 조세 및 요역의 문란에 정부 지배력이 약화되고 왜구 침략에 따른 익군제로의 개편 등으로 인해 갈수록 피폐해지는 삶 속에서 지배층인 고려 정부에 대한 불만이 가득한 상황에서 고려 관군과 맞서 승승장구하는 아지발도의 모습에 모종의 대리만족을 느꼈거나, 여말선초에 생겨나 조선을 거치는 전승 과정 속에서 민중의 지지가 아니라 군사 쿠데타를 통한 왕위 찬탈이라는 불법적인 수단으로 새로운 왕조의 창업자가 된 이성계라는 인물에 대한 부정적인 감상, 나아가 조선왕조가 들어선 뒤에도 민중들의 삶이 피폐해져서 지배 계층에 대한 불만이 고조될 때마다 자신들을 수탈하는 왕조를 부정하고 그 국조인 이성계와 대립했다가 실패한 '반영웅'(안티히어로) 아지발도를 '실패한 반영웅' 우투리 설화와 같은 형태로 되새겨 보면서 아지발도라는 침략자에게 아기장수라는 민중영웅의 모습을 투영시키게 되었다는 것이다.

## 참고 문헌
1. ↑  https://encykorea.aks.ac.kr/Article/E0040153
2. ↑  최래옥 《한국구비전설의 연구》일조각, 1981, 35~36쪽
3. ↑  정영현 「倭寇 ‘阿只拔都’의 명칭과 고려 民의 시각」《한국민족문화》Vol.58, 2016년, 218~222
4. ↑  정영현 「倭寇 ‘阿只拔都’의 명칭과 고려 民의 시각」《한국민족문화》Vol.58, 2016년, 225쪽
5. ↑  정영현 「倭寇 ‘阿只拔都’의 명칭과 고려 民의 시각」《한국민족문화》Vol.58, 2016년, 230쪽
6. ↑  후대의 창작 소설인 《임진록》 등에서 조선을 침략한 도요토미 히데요시에 대해서도 "13삭만에 태어나 황룡의 태몽을 얻었으며 나이 17세가 되자 기골이 장대하고 지모가 남달랐다"고 미화하고 있는데(소재영 장경남 역주 《임진록》고려대학교 민족문화연구소, 1993, 19~23쪽) 《임진록》은 어디까지나 허구의 소설로 실제 역사에서 도요토미 히데요시는 결코 풍채가 뛰어난 인물이 아니었으며 일반적으로 그의 외양에 대해서는 '왜소한 체구에 원숭이를 닮았다'는 식으로 묘사되고 있는데(池淳 '도요토미 히데요시상의 창출' 한일관계사학회/동북아역사재단 편 《전쟁과 기억 속의 한일관계》경인문화사, 2008) 그럼에도 수십만 대군을 이끌고 타국을 침략할 정도의 카리스마적인 인물이라면 그에 걸맞은 위엄과 풍모를 가졌을 것이라는 막연한 생각으로 자국을 침략하고 수많은 인명을 살상한 부정적인 감정의 대상인 히데요시에게도 그와 같은 묘사를 남기는 것이 가능하였다(정영현 「倭寇 ‘阿只拔都’의 명칭과 고려 民의 시각」《한국민족문화》Vol.58, 2016년, 227쪽).
7. ↑  정영현 「倭寇 ‘阿只拔都’의 명칭과 고려 民의 시각」《한국민족문화》Vol.58, 2016년, 226~229쪽